# NGC 543
NGC 543 è una galassia lenticolare situata nella costellazione della Balena a una distanza di circa 240 milioni di anni luce dalla nostra Via Lattea.

## Scoperta
NGC 543 è stata scoperta il 30 ottobre 1864 dall'astronomo prussiano Heinrich d'Arrest.

## Caratteristiche
Dato il valore della sua luminosità superficiale pari a 11,24, NGC 543 può essere inclusa tra le galassie ad elevata luminosità superficiale.

## Gruppo di NGC 545 e Abell 194
NGC 543 fa parte del Gruppo di NGC 545, un raggruppamento che comprende almeno 23 galassie situate nella costellazione della Balena e che prende il nome da NGC 545, la galassia più vasta e luminosa del gruppo.
Questo gruppo fa parte anche del più vasto ammasso di galassie denominato Abell 194.
La designazione DRCG 7-53 è stata utilizzata da Wolfgang Steinicke per indicare che questa galassia figura nel catalogo degli ammassi galattici di Alan Dressler. I numeri 7 e 53 indicano rispettivamente che si tratta del 7º ammasso (Abell 194) e della 53ª galassia di questa lista.
Questa galassia è designata Abell 194:[D80] 53 dal database NASA/IPAC.

### Descrizione

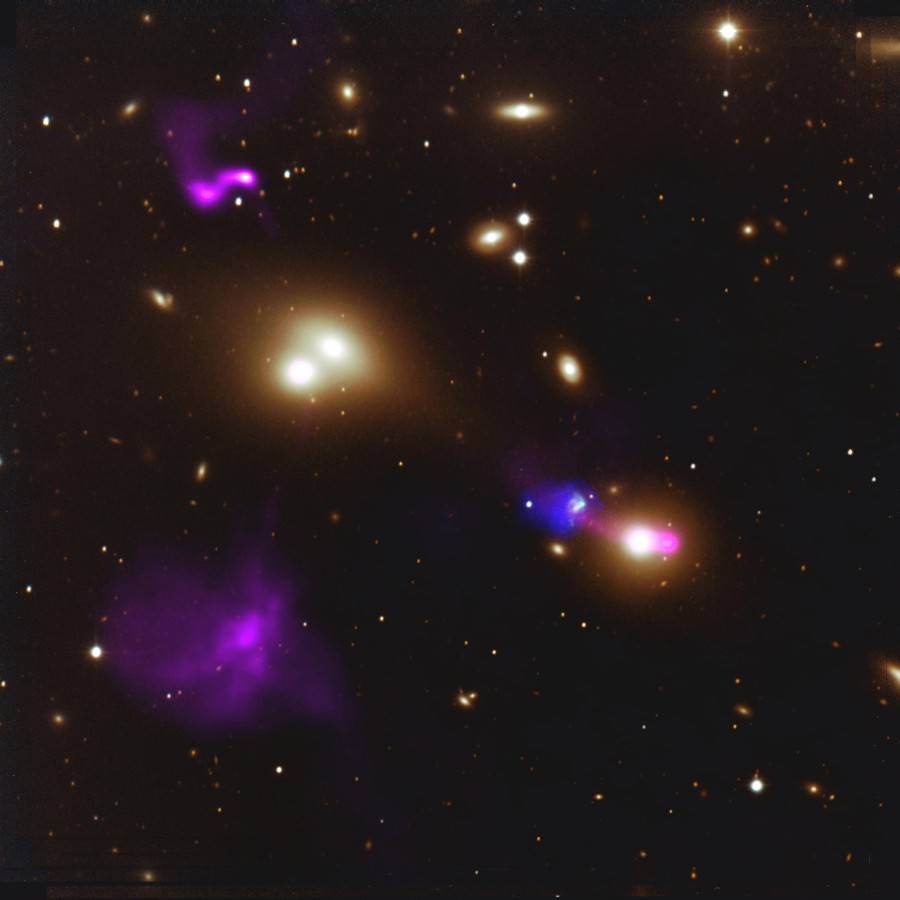
L'ammasso Abell 194. (Image courtesy of NRAO/AUI and Courtesy of S. Croft; W. van Breugel; W. de Vries; J. van Gorkom; H. Morganti; T. Osterloo; M. Dopita; M. Gregg)

La distanza media tra il centro di massa di questo gruppo e la nostra Via Lattea è di 76,2 megaparsec.
Due galassie di questo gruppo, NGC 545 e NGC 547, producono forti getti di materia nella regione che contorna il buco nero supermassiccio che si ritiene sia situato al loro centro. Questi getti sono stati captati dai radiotelescopi del VLA e sono mostrati in viola nelle immagini dell'ammasso riprese dal NRAO. I getti di queste due galassie interagenti gravitazionalmente vengono proiettati fino a distanze dell'ordine di 250'000 anni luce. Il getto più corto della galassia NGC 541, mostrato un po' più in basso a destra nell'immagine, entra in collisione con una nube di idrogeno. L'onda d'urto creata da questo getto ha generato una zona di formazione stellare visibile nell'immagine ripresa dal telescopio di 2,3 m dell'osservatorio di Siding Spring in Australia. Questo raro tipo di incubatoio stellare è conosciuto con il nome di "oggetto di Minkowski".
Oltre a NGC 543, le principali galassie del Gruppo di NGC 545 sono NGC 519, NGC 530,  NGC 538, NGC 541, NGC 547, NGC 548, NGC 560, NGC 564, NGC 570, NGC 577, NGC 585, UGC 892 e UGC 1062 (rispettivamente CGCG 0118.7-0048 e CGCG 0126.4-0049 indicate come 0118-0048 e 0126-0049 da Mahtessian).